# Miositis
La miositis és una afecció mèdica poc freqüent que es caracteritza per una inflamació que afecta els músculs. Les manifestacions d'aquesta condició poden incloure problemes de pell, debilitat muscular i la possible implicació d'altres òrgans. A més, els símptomes sistèmics com la pèrdua de pes, la fatiga i la febre baixa poden manifestar-se en persones amb miositis.

## Tipus
Els tipus de miositis inclouen:
- miositis ossificant
- miopaties inflamatòries
  - dermatomiositis
    - dermatomiositis juvenil

  - polimiositis
  - miositis per cossos d'inclusió
- piomiositis